# Championnats d'Europe de natation 2014
Navigation
Eindhoven, Debrecen 2012 Londres 2016
La 32e édition des championnats d'Europe de natation a lieu du 13 au 24 août 2014 à Berlin, en Allemagne. C'est la quatrième fois que l'Allemagne organise les championnats d'Europe de natation après ceux de 1962, 1989 et 2002.

## Lieux de compétitions

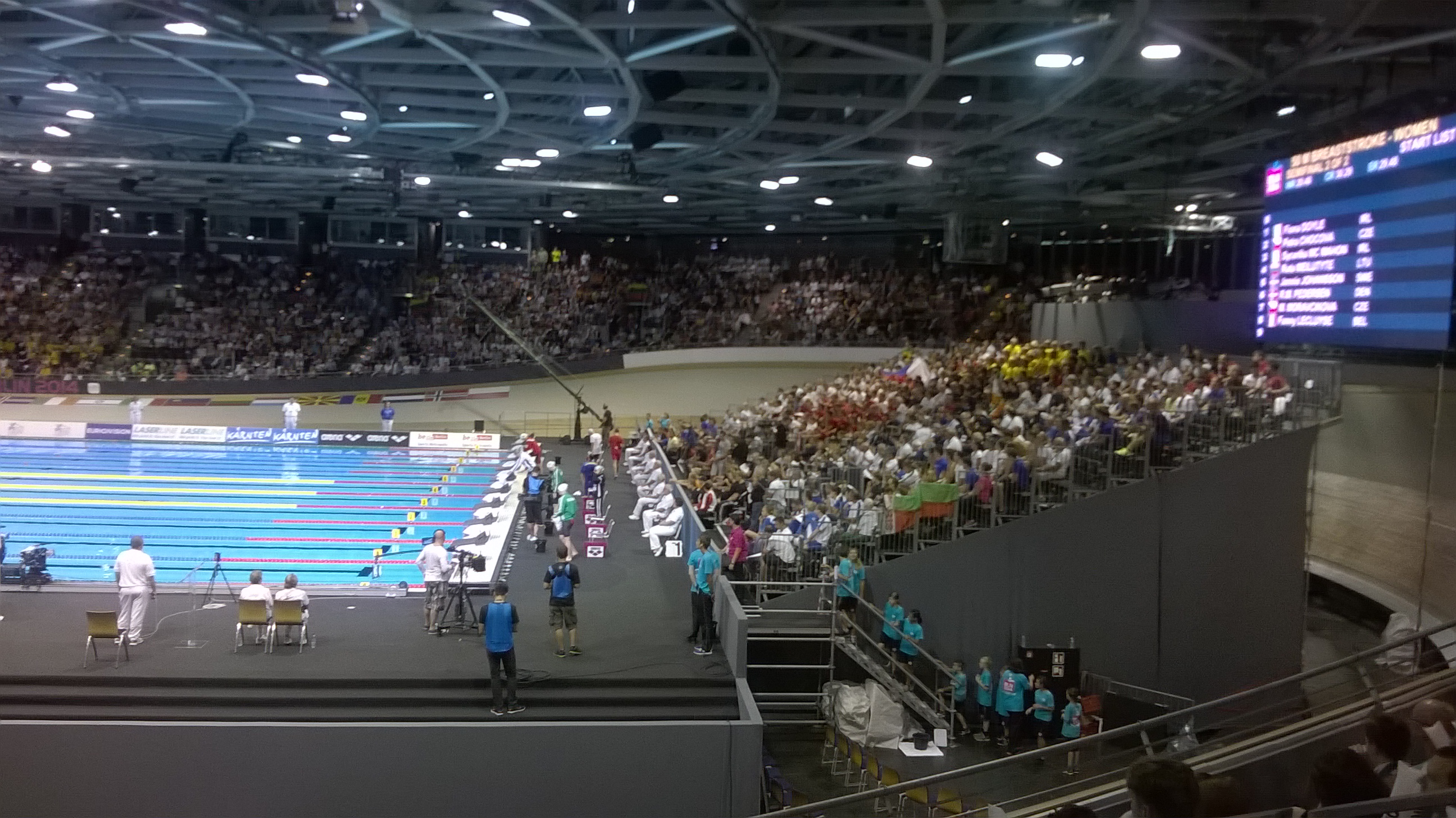
Le Velodrom avec le bassin olympique temporaire.

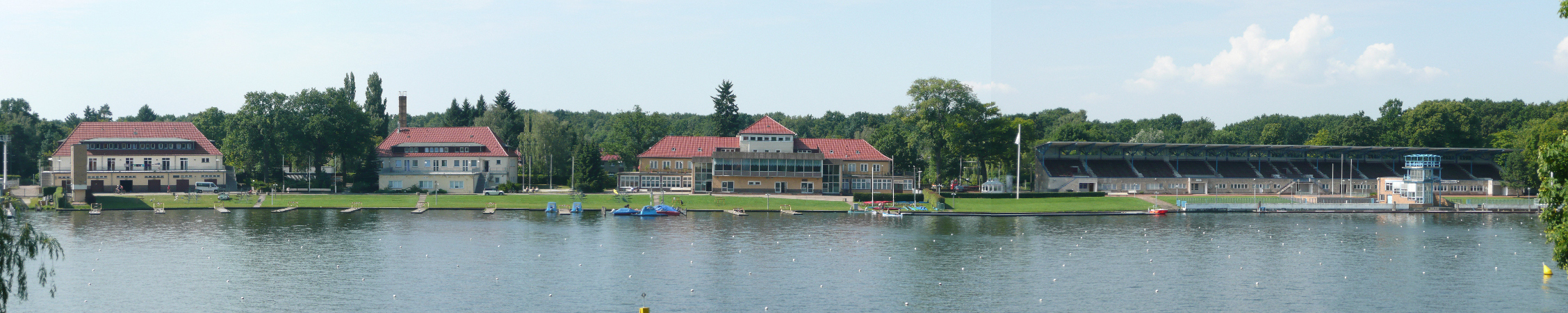
Route de la compétition de natation à Berlin-Grünau.

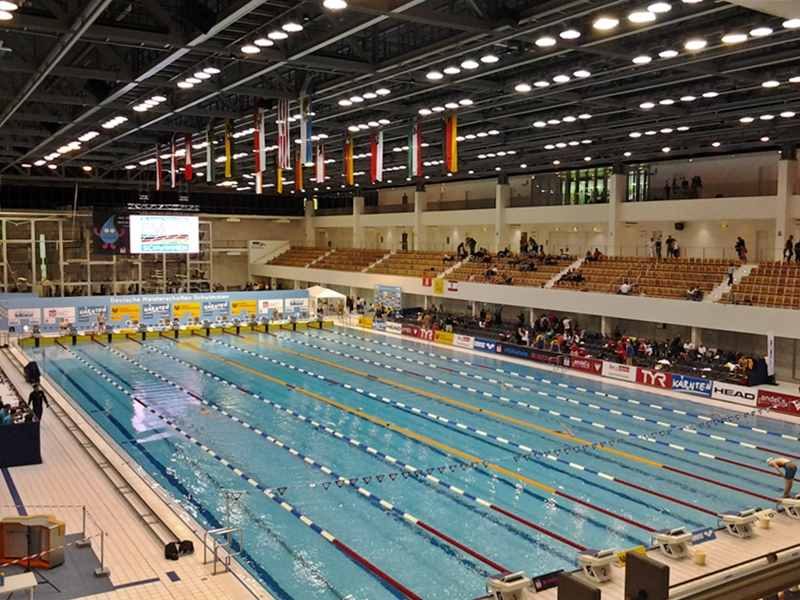
Piscine et centre de plongée dans le Europasportpark.

- Natation sportive : Velodrom, où fut aménagé une piscine temporaire. L'enceinte peut accueillir jusqu'à 12 000 spectateurs, quatre fois plus que la piscine adjacente qui servit de piscine d'échauffement.
- Plongeon et natation synchronisé : Schwimm- und Sprunghalle im Europasportpark (de), centre aquatique
- Nage en eau libre : Regattastrecke Berlin-Grünau (de), parcours de régate

## Podiums

### Natation sportive

#### Hommes
| Épreuves               | Or | Argent | Bronze |
| Nage libre             | Nage libre | Nage libre | Nage libre                                                                                                |
| ---------------------- | --- | --- | --- |
| 50 m                   | Florent Manaudou 21 s 32 (RC)                                                                                       | Konrad Czerniak 21 s 88 | Ari-Pekka Liukkonen 21 s 93                                                                               |
| 100 m                  | Florent Manaudou 47 s 98                                                                                            | Fabien Gilot 48 s 36 | Luca Leonardi 48 s 38                                                                                     |
| 200 m                  | Velimir Stjepanović 1 min 45 s 78 (RN)                                                                              | Paul Biedermann 1 min 45 s 80 | Yannick Agnel 1 min 46 s 65                                                                               |
| 400 m                  | Velimir Stjepanović 3 min 45 s 66 (RN)                                                                              | Andrea Mitchell D'Arrigo 3 min 46 s 91                                                                                           | Jay Lelliott 3 min 47 s 50                                                                                |
| 800 m                  | Gregorio Paltrinieri 7 min 44 s 98 (RC)                                                                             | Pál Joensen 7 min 48 s 49 | Gabriele Detti 7 min 49 s 35                                                                              |
| 1 500 m                | Gregorio Paltrinieri 14 min 39 s 93 (RE)                                                                            | Pál Joensen 14 min 50 s 59 | Gabriele Detti 14 min 52 s 53                                                                             |
| Papillon               | | | |
| 50 m                   | Florent Manaudou Yauhen Tsurkin 23 s 00                                                                             | — | Andriy Hovorov Benjamin Proud 23 s 21                                                                     |
| 100 m                  | Konrad Czerniak 51 s 38                                                                                             | László Cseh 51 s 89 | Pavel Sankovich 51 s 92                                                                                   |
| 200 m                  | Viktor Bromer 1 min 55 s 29                                                                                         | Bence Biczó 1 min 55 s 62 | Paweł Korzeniowski 1 min 55 s 74                                                                          |
| Dos                    | | | |
| 50 m                   | Vladimir Morozov 24 s 64                                                                                            | Jérémy Stravius 24 s 84 | Chris Walker-Hebborn 25 s 00                                                                              |
| 100 m                  | Chris Walker-Hebborn 53 s 32                                                                                        | Jérémy Stravius 53 s 64 | Jan-Philip Glania 54 s 15                                                                                 |
| 200 m                  | Radosław Kawęcki 1 min 56 s 02                                                                                      | Christian Diener 1 min 57 s 16                                                                                                   | Gábor Balog 1 min 57 s 42                                                                                 |
| Brasse                 | | | |
| 50 m                   | Adam Peaty 27 s 00                                                                                                  | Giedrius Titenis 27 s 34 | Damir Dugonjič 27 s 48                                                                                    |
| 100 m                  | Adam Peaty 58 s 96                                                                                                  | Ross Murdoch 59 s 43 | Giedrius Titenis 59 s 61                                                                                  |
| 200 m                  | Marco Koch 2 min 7 s 47                                                                                             | Ross Murdoch 2 min 7 s 77 | Giedrius Titenis 2 min 8 s 93                                                                             |
| Quatre nages           | | | |
| 200 m                  | László Cseh 1 min 58 s 10                                                                                           | Philip Heintz 1 min 58 s 17 | Roberto Pavoni 1 min 58 s 22                                                                              |
| 400 m                  | Dávid Verrasztó 4 min 11 s 89                                                                                       | Roberto Pavoni 4 min 13 s 75 | Federico Turrini 4 min 14 s 15                                                                            |
| Relais                 | | | |
| 4 × 100 m nage libre   | France Mehdy Metella Fabien Gilot Florent Manaudou Jérémy Stravius 3 min 11 s 64 (RC) Grégory Mallet Clément Mignon | Russie Andrey Grechin Nikita Lobintsev Aleksandr Sukhorukov Vladimir Morozov 3 min 12 s 67 Sergey Fesikov Oleg Tikhobaev         | Italie Luca Dotto Marco Orsi Luca Leonardi Filippo Magnini 3 min 12 s 78 Marco Belotti                    |
| 4 × 200 m nage libre   | Allemagne Robin Backhaus Yannick Lebherz Clemens Rapp Paul Biedermann 7 min 9 s 00                                  | Russie Artem Lobuzov Dmitry Ermakov Aleksandr Krasnykh Aleksandr Sukhorukov 7 min 10 s 29 Nikita Lobintsev Viacheslav Andrusenko | Belgique Louis Croenen Glenn Surgeloose Emmanuel Vanluchene Pieter Timmers 7 min 10 s 39 (RN) Ken Cortens |
| 4 × 100 m quatre nages | Royaume-Uni Chris Walker-Hebborn Adam Peaty Adam Barrett Benjamin Proud 3 min 31 s 73 Ross Murdoch Stephen Milne    | France Jérémy Stravius Giacomo Perez-Dortona Mehdy Metella Fabien Gilot 3 min 32 s 47 Benjamin Stasiulis Grégory Mallet          | Hongrie László Cseh Dániel Gyurta Bence Pulai Dominik Kozma 3 min 33 s 11                                 |

#### Femmes
| Épreuves               | Or                                                                                                 | Argent                                                                                           | Bronze |
| Nage libre             | Nage libre                                                                                         | Nage libre                                                                                       | Nage libre |
| ---------------------- | -------------------------------------------------------------------------------------------------- | ------------------------------------------------------------------------------------------------ | --- |
| 50 m                   | Francesca Halsall 24 s 32                                                                          | Sarah Sjöström 24 s 37                                                                           | Jeanette Ottesen 24 s 53                                                                                              |
| 100 m                  | Sarah Sjöström 52 s 67 (RC)                                                                        | Femke Heemskerk 53 s 64                                                                          | Michelle Coleman 53 s 75                                                                                              |
| 200 m                  | Federica Pellegrini 1 min 56 s 01                                                                  | Katinka Hosszú 1 min 56 s 69                                                                     | Femke Heemskerk 1 min 56 s 81                                                                                         |
| 400 m                  | Jazmin Carlin 4 min 3 s 24                                                                         | Sharon van Rouwendaal 4 min 3 s 76                                                               | Mireia Belmonte García 4 min 4 s 01                                                                                   |
| 800 m                  | Jazmin Carlin 8 min 15 s 54 (RC)                                                                   | Mireia Belmonte García 8 min 21 s 22                                                             | Boglárka Kapás 8 min 22 s 06                                                                                          |
| 1 500 m                | Mireia Belmonte García 15 min 57 s 29 (RC)                                                         | Boglárka Kapás 16 min 3 s 04                                                                     | Martina Rita Caramignoli 16 min 5 s 98                                                                                |
| Papillon               | |                                                                                                  | |
| 50 m                   | Sarah Sjöström 24 s 98                                                                             | Jeanette Ottesen 25 s 34                                                                         | Francesca Halsall 25 s 39                                                                                             |
| 100 m                  | Jeanette Ottesen 56 s 51 (RC)                                                                      | Sarah Sjöström 56 s 52                                                                           | Ilaria Bianchi 57 s 71                                                                                                |
| 200 m                  | Mireia Belmonte García 2 min 4 s 79 (RC)                                                           | Judit Ignacio 2 min 6 s 66                                                                       | Katinka Hosszú 2 min 7 s 28                                                                                           |
| Dos                    | |                                                                                                  | |
| 50 m                   | Francesca Halsall 27 s 81                                                                          | Georgia Davies 27 s 82                                                                           | Mie Nielsen 27 s 87                                                                                                   |
| 100 m                  | Katinka Hosszú Mie Nielsen 59 s 63                                                                 | —                                                                                                | Georgia Davies 59 s 74                                                                                                |
| 200 m                  | Duane Da Rocha 2 min 9 s 37                                                                        | Elizabeth Simmonds 2 min 9 s 66                                                                  | Daria Ustinova 2 min 9 s 79                                                                                           |
| Brasse                 | |                                                                                                  | |
| 50 m                   | Rūta Meilutytė 29 s 89                                                                             | Jennie Johansson 30 s 52                                                                         | Moniek Nijhuis 30 s 64                                                                                                |
| 100 m                  | Rikke Møller Pedersen 1 min 6 s 23 (RC)                                                            | Jennie Johansson 1 min 7 s 04                                                                    | Arianna Castiglioni 1 min 7 s 36                                                                                      |
| 200 m                  | Rikke Møller Pedersen 2 min 19 s 84 (RC)                                                           | Molly Renshaw 2 min 23 s 82                                                                      | Jessica Vall 2 min 24 s 08                                                                                            |
| Quatre nages           | |                                                                                                  | |
| 200 m                  | Katinka Hosszú 2 min 8 s 11 (RC)                                                                   | Aimee Willmott 2 min 11 s 44                                                                     | Lisa Zaiser 2 min 12 s 17                                                                                             |
| 400 m                  | Katinka Hosszú 4 min 31 s 03 (RC)                                                                  | Mireia Belmonte García 4 min 33 s 16                                                             | Aimee Willmott 4 min 34 s 73                                                                                          |
| Relais                 | |                                                                                                  | |
| 4 × 100 m nage libre   | Suède Michelle Coleman Magdalena Kuras Louise Hansson Sarah Sjöström 3 min 35 s 82                 | Pays-Bas Inge Dekker Maud Van der Meer Esmee Vermeulen Femke Heemskerk 3 min 36 s 26             | Italie Alice Mizzau Erika Ferraioli Giada Galizi Federica Pellegrini 3 min 37 s 63                                    |
| 4 × 200 m nage libre   | Italie Alice Mizzau Stefania Pirozzi Chiara Masini Luccetti Federica Pellegrini 7 min 50 s 53 (RC) | Suède Michelle Coleman Louise Hansson Sarah Sjöström Stina Gardell 7 min 51 s 03                 | Hongrie Zsuzsanna Jakabos Evelyn Verrasztó Boglárka Kapás Katinka Hosszú 7 min 54 s 23                                |
| 4 × 100 m quatre nages | Danemark Mie Nielsen Rikke Møller Pedersen Jeanette Ottesen Pernille Blume 3 min 55 s 62 (RE)      | Suède Ida Lindbörg Jennie Johansson Sarah Sjöström Michelle Coleman 3 min 56 s 04 Louise Hansson | Royaume-Uni Georgia Davies Sophie Taylor Jemma Lowe Francesca Halsall 3 min 57 s 97 Elizabeth Simmonds Rebecca Turner |

#### Mixte
| Épreuves               | Or | Argent | Bronze |
| Relais                 | Relais | Relais | Relais |
| ---------------------- | --- | --- | --- |
| 4 × 100 m nage libre   | Italie Luca Dotto Luca Leonardi Erika Ferraioli Giada Galizi 3 min 25 s 02 (RE)                                                                     | Russie Andrey Grechin Vladimir Morozov Veronika Popova Margarita Nesterova 3 min 25 s 60                              | France Clément Mignon Grégory Mallet Anna Santamans Coralie Balmy 3 min 27 s 02                                                                                |
| 4 × 100 m quatre nages | Royaume-Uni Chris Walker-Hebborn Adam Peaty Jemma Lowe Francesca Halsall 3 min 44 s 02 (RM) Georgia Davies Ross Murdoch Adam Barrett Rebecca Turner | Pays-Bas Bastiaan Lijesen Bram Dekker Inge Dekker Femke Heemskerk 3 min 45 s 93 Wendy van der Zanden Ilse Kraaijeveld | Russie Vladimir Morozov Vitalina Simonova Viacheslav Prudnikov Veronika Popova 3 min 47 s 34 Nikita Ulyanov Grigory Falko Svetlana Chimrova Elizaveta Bazarova |

### Natation synchronisée
| Épreuves | Or | Argent | Bronze |
| -------- | --- | --- | --- |
| Solo     | Svetlana Romashina 95.8333 | Ona Carbonell 93.7000 | Anna Voloshyna 92.3333 |
| Duo      | Russie Daria Korobova Svetlana Kolesnichenko 96.1000 | Ukraine Lolita Ananasova Anna Voloshyna 92.9000 | Espagne Ona Carbonell Paula Klamburg 92.1667 |
| Équipes  | Russie Vlada Chigireva Svetlana Kolesnichenko Anisya Olkhova Ielena Prokofieva Alla Shishkina Maria Shurochkina Gelena Topilina Darina Valitova 96.8333                                       | Ukraine Lolita Ananasova Olena Grechykhina Olha Kondrashova Oleksandra Sabada Kateryna Sadurska Anastasiya Savchuk Kseniya Sydorenko Anna Voloshyna 94.0667                                   | Espagne Clara Basiana Alba María Cabello Ona Carbonell Margalida Crespí Sara Levy Meritxell Mas Cristina Salvador Paula Klamburg 92.4667                                      |
| Combiné  | Ukraine Lolita Ananasova Olena Grechykhina Oleksandra Kashuba Oleksandra Sabada Kateryna Sadurska Anastasiya Savchuk Kseniya Sydorenko Anna Voloshyna Olha Zolotarova Kateryna Reznik 94.4333 | Espagne Clara Basiana Clara Camacho del Hoyo Ona Carbonell Margalida Crespí Sara Levy Meritxell Mas Cristina Salvador Sara Gijón Cabrera Thais Henríquez Torres Cecilia Jiménez Nieto 93.0333 | Italie Eliza Bozzo Beatrice Callegari Camilla Cattaneo Linda Cerruti Francesca Deidda Costanza Ferro Manila Flamini Mariangela Perrupato Delila Schiesaro Sara Sgarzi 90.3333 |

### Plongeon

#### Hommes
| Épreuves               | Or                                                 | Argent                                               | Bronze                                            |
| Épreuves individuelles | Épreuves individuelles                             | Épreuves individuelles                               | Épreuves individuelles                            |
| ---------------------- | -------------------------------------------------- | ---------------------------------------------------- | ------------------------------------------------- |
| Tremplin à 1 m         | Patrick Hausding 428,65 pts                        | Ievgueni Kouznetsov 422,40 pts                       | Matthieu Rosset 420,10 pts                        |
| Tremplin à 3 m         | Patrick Hausding 487,85 pts                        | Ilia Zakharov 483,20 pts                             | Illya Kvasha 477.20 pts                           |
| Plateforme à 10 m      | Viktor Minibaev 586,10 pts                         | Thomas Daley 535,45 pts                              | Sascha Klein 530,90 pts                           |
| Épreuves synchronisées |                                                    |                                                      |                                                   |
| Tremplin à 3 m         | Ievgueni Kouznetsov Ilia Zakharov 464,64 pts       | Patrick Hausding Stephan Feck 438,15 pts             | Illya Kvasha Oleksandr Horshkovozov 433,98 pts    |
| Plateforme à 10 m      | Allemagne Patrick Hausding Sascha Klein 461,46 pts | Biélorussie Vadim Kaptur Yauheni Karaliou 421,80 pts | Ukraine Oleksandr Bondar Maksym Dolgov 415,17 pts |

#### Femmes
| Épreuves               | Or                                                      | Argent                                            | Bronze                                           |
| Épreuves individuelles | Épreuves individuelles                                  | Épreuves individuelles                            | Épreuves individuelles                           |
| ---------------------- | ------------------------------------------------------- | ------------------------------------------------- | ------------------------------------------------ |
| Tremplin à 1 m         | Tania Cagnotto 289,30 pts                               | Kristina Ilinykh 288,55 pts                       | Tina Punzel 286,70 pts                           |
| Tremplin à 3 m         | Nadezhda Bazhina 322,80 pts                             | Tania Cagnotto 318,25 pts                         | Nora Subschinski 317,90 pts                      |
| Plateforme à 10 m      | Sarah Barrow 363,70 pts                                 | Noemi Batki 346,40 pts                            | Yulia Prokopchuk 341,35 pts                      |
| Épreuves synchronisées |                                                         |                                                   |                                                  |
| Tremplin à 3 m         | Italie Tania Cagnotto Francesca Dallapé 328,50 pts      | Allemagne Tina Punzel Nora Subschinski 313,50 pts | Ukraine Olena Fedorova Anna Pysmenska 307,20 pts |
| Plateforme à 10 m      | Russie Ekaterine Petukhova Yulia Timoshinina 314,70 pts | Allemagne Maria Kurjo My Phan 290,01 pts          | Hongrie Villo Kormos Zsofia Reisinger 279,48 pts |

#### Mixte
| Épreuves            | Or                                                 | Argent                                               | Bronze                                        |
| ------------------- | -------------------------------------------------- | ---------------------------------------------------- | --------------------------------------------- |
| Épreuve par équipes | Russie Viktor Minibaev Nadezhda Bazhina 416,90 pts | Ukraine Oleksandr Bondar Yulia Prokopchuk 409,75 pts | Allemagne Sascha Klein Tina Punzel 390,95 pts |

### Nage en eau libre

#### Hommes
| Épreuves              | Or                               | Argent                            | Bronze                             |
| --------------------- | -------------------------------- | --------------------------------- | ---------------------------------- |
| 5 km contre-la-montre | Daniel Fogg 53 min 41 s 4        | Rob Muffels 54 min 1 s 8          | Thomas Lurz 54 min 2 s 6           |
| 10 km                 | Ferry Weertman 1 h 49 min 56 s 2 | Thomas Lurz 1 h 49 min 59 s 0     | Evgeny Drattsev 1 h 50 min 0 s 6   |
| 25 km                 | Axel Reymond 4 h 59 min 18 s 8   | Evgeny Drattsev 4 h 59 min 31 s 2 | Edoardo Stochino 5 h 08 min 51 s 0 |

#### Femmes
| Épreuves              | Or                                     | Argent                              | Bronze                               |
| --------------------- | -------------------------------------- | ----------------------------------- | ------------------------------------ |
| 5 km contre-la-montre | Isabelle Härle 57 min 55 s 7           | Sharon van Rouwendaal 58 min 29 s 9 | Mireia Belmonte García 58 min 41 s 4 |
| 10 km                 | Sharon van Rouwendaal 1 h 56 min 6 s 9 | Éva Risztov 1 h 56 min 8 s 0        | Aurora Ponselé 1 h 56 min 8 s 5      |
| 25 km                 | Martina Grimaldi 5 h 19 min 14 s 1     | Anna Olasz 5 h 19 min 21 s 0        | Angela Maurer 5 h 19 min 21 s 4      |

#### Mixte
| Épreuves                          | Or                                                                          | Argent                                                                     | Bronze                                                         |
| --------------------------------- | --------------------------------------------------------------------------- | -------------------------------------------------------------------------- | -------------------------------------------------------------- |
| 5 km par équipes contre-la-montre | Pays-Bas Ferry Weertman Marcel Schouten Sharon van Rouwendaal 55 min 47 s 8 | Grèce Spyridon Gianniotis Antonios Fokaidis Kalliopi Araouzou 56 min 5 s 5 | Allemagne Rob Muffels Thomas Lurz Isabelle Härle 56 min 14 s 8 |

## Tableau des médailles
| Rang | Nation      | Or | Argent | Bronze | Total |
| ---- | ----------- | -- | ------ | ------ | ----- |
| 1    | Royaume-Uni | 11 | 8      | 8      | 27    |
| 2    | Russie      | 9  | 7      | 3      | 19    |
| 3    | Italie      | 8  | 3      | 12     | 23    |
| 4    | Allemagne   | 6  | 8      | 8      | 22    |
| 5    | Danemark    | 6  | 1      | 2      | 9     |
| 6    | Hongrie     | 5  | 6      | 6      | 17    |
| 7    | France      | 5  | 4      | 3      | 12    |
| 8    | Suède       | 3  | 6      | 1      | 10    |
| 9    | Espagne     | 3  | 5      | 5      | 13    |
| 10   | Pays-Bas    | 3  | 5      | 2      | 10    |
| 11   | Pologne     | 2  | 1      | 1      | 4     |
| 12   | Serbie      | 2  | 0      | 0      | 2     |
| 13   | Ukraine     | 1  | 3      | 7      | 11    |
| 14   | Lituanie    | 1  | 1      | 2      | 4     |
| 15   | Biélorussie | 1  | 1      | 1      | 3     |
| 16   | Îles Féroé  | 0  | 2      | 0      | 2     |
| 17   | Grèce       | 0  | 1      | 0      | 1     |
| 18   | Slovénie    | 0  | 0      | 1      | 1     |
| 18   | Belgique    | 0  | 0      | 1      | 1     |
| 18   | Autriche    | 0  | 0      | 1      | 1     |
| 18   | Finlande    | 0  | 0      | 1      | 1     |
|      | Total       | 66 | 62     | 65     | 193   |

## Trophée des nations
1. Italie, 850 points (33 finalistes messieurs, 35 dames et 2 mixtes)
2. Royaume-Uni, 628 points (22 messieurs, 17 dames et 1 mixte)
3. Russie, 600 points (26 messieurs, 22 dames)
4. France, 501 points (25 messieurs, 20 dames, 1 mixte)
5. Allemagne, 487 points (24 messieurs, 19 dames, 1 mixte)
6. Hongrie, 460 points (21 messieurs, 16 dames)
7. Espagne, 453 points (15 messieurs, 27 dames)
8. Pays-Bas, 377 points (14 messieurs, 17 dames, 1 mixte).